# Ferihegyi gyorsvasút
A Ferihegyi gyorsvasút vagy ferihegyi expressz egy évtizedek óta tervezés alatt álló vasútvonal Budapest területén. Célja lenne, hogy közvetlen vasúti kapcsolatot teremtsen Budapest Liszt Ferenc nemzetközi repülőtér és valamelyik budapesti főpályaudvar között.

## A repülőtér elérhetősége Budapest felől
A Liszt Ferenc nemzetközi repülőtér jelenleg nem rendelkezik vasútállomással. Megközelítése hosszú időn keresztül személygépkocsival közúton, vagy 93-as jelzésű autóbusszal (2000-től Reptér-busz, 2006-tól 200-as, 2008-tól 200E jelzéssel) az M3-as metróvonal Kőbánya-Kispest metróállomásától / Budapest–Záhony-vasútvonal Kőbánya-Kispest vasútállomástól volt lehetséges.
2007-ben új vasúti megállóhely létesült a repülőtérhez közelebb Ferihegy megállóhely néven. Azonban innen még mindig más közlekedési eszköz igénybe vételére szorul a repülőteret elérni kívánó ember. 2017-től 100E jelzéssel új buszjárat indult, amely a Deák Ferenc tér és a repülőtér között létesített közvetlen kapcsolatot. A reptér könnyű elérhetősége, egy időben, nagyobb tömegek számára napjainkban ennek ellenére sem megoldott.

## A gyorsvasút tervezésének története
A fenti intézkedésektől függetlenül merült fel az igény egy közvetlen vasúti kapcsolat megteremtésére a budapesti főpályaudvarok és a repülőtér között. A gondolatot már az első Orbán-kormány idején (1998–2002) felvetették, és napjainkig évről-évre előkerülő budapesti közlekedéspolitikai kérdés maradt. 2002-ben egy híradóban nyilatkozó szakember 2005-re becsülte a vasútvonal kiépülését.
A gyorsvasút kezdőpontjaként felmerült mind a Keleti pályaudvar, mind a Nyugati pályaudvar lehetősége.
2011-ben elvi megállapodást kötött a magyar állam Pekingben a China Railway Construction Corporation (CRCC) vasútépítő cég vezetőivel a gyorsvasút kérdéséről. 2012-ben delegáció látogatott el Magyarországra, és fizikailag is, helyszínen vizsgálta a feltételeket.
2016-ban a Land-Bau Kft. és az Airport Facility Management Kft. közösen a Konti-Bob Kft.-vel tett 1-1 ajánlatot a gyorsvasút megépítésével kapcsolatos előkészítő munkákra, ezek azonban elutasításra kerültek.
2019-ben 225 milliárd forint értékű repülőtér bővítési terv látott napvilágot, amely magában foglalta egy vasútállomás kialakítását is a repülőtér mellett. Akkor úgy tudták a lapok, hogy a kínai CRRC vasútépítő vállalat 30 évig üzemeltetné a vasutat, amellett, hogy ő gyártaná a pályát használó 6 db, 300 férőhelyes elektromos motorvonat járművet is.
2020-as hírek szerint a fejlesztés tervei készen állnak, de a kivitelezés, beleértve a vasútvonal és -állomás kivitelezését akár 2030-ig is elhúzódhat. A tervezet a Kőbánya-Kispest–Monor vasútvonal tervére épül.
2024-ben ismét előkerült a kérdés. Gulyás Gergely kancelláriaminiszter úgy látta, hogy „a gyorsvasúti kapcsolat kiépítése feltétlenül szükséges, és ez nem csak állami forrásból valósulhat meg”. A fejlesztésnél továbbra is kínai közreműködés várható. Néhány hónappal később más hírek egyenesen 2025-re valószínűsítették a beruházások megindulását. A témához hozzászólt Vitézy Dávid budapesti önkormányzati képviselő is, aki nem tartja jó ötletnek a gyorsvasút kínai hitelből való megvalósítását.
2025 júniusában Nagy Márton nemzetgazdasági miniszter bejelentette, hogy a kormány döntése alapján megkezdődhet egy új gyorsvasúti kapcsolat kiépítésének előkészítése a Liszt Ferenc Nemzetközi Repülőtér és a Nyugati pályaudvar között. A beruházás koncessziós formában valósulhat meg, a tervezett költség 1 milliárd euró. A tervek szerint új nyomvonal csak Kőbánya és a repülőtér között épülne, a vasútvonal pedig illeszkedne a meglévő országos vasúti hálózatba. A repülőtéri vasútállomás föld alá kerülhet, ennek pontos helyét még vizsgálják.

### Néhány felmerült lehetőség a gyorsvasút megvalósítására
- 3-as metróvonal meghosszabbítása[5]
- gyorsvillamos[5]
- leágazó rész építése a repülőtértől északra haladó Budapest–Újszász–Szolnok-vasútvonalból[5][15]
- leágazó rész építése Kőbánya-Kispest és Monor között a repülőtértől délre haladó Budapest–Záhony-vasútvonalból[6][9]
- a repülőtér vontatóvágányának átalakítása gyorsvasút-vonallá

### A Budapest Liszt Ferenc nemzetközi repülőtér vontatóvágánya

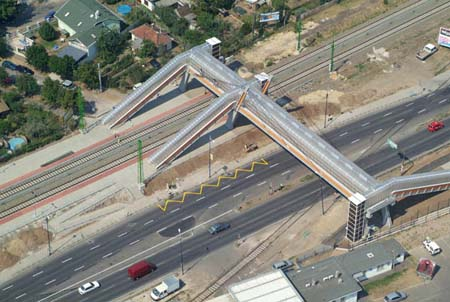
A vontatóvágány kiágazása Ferihegy megállóhelynél

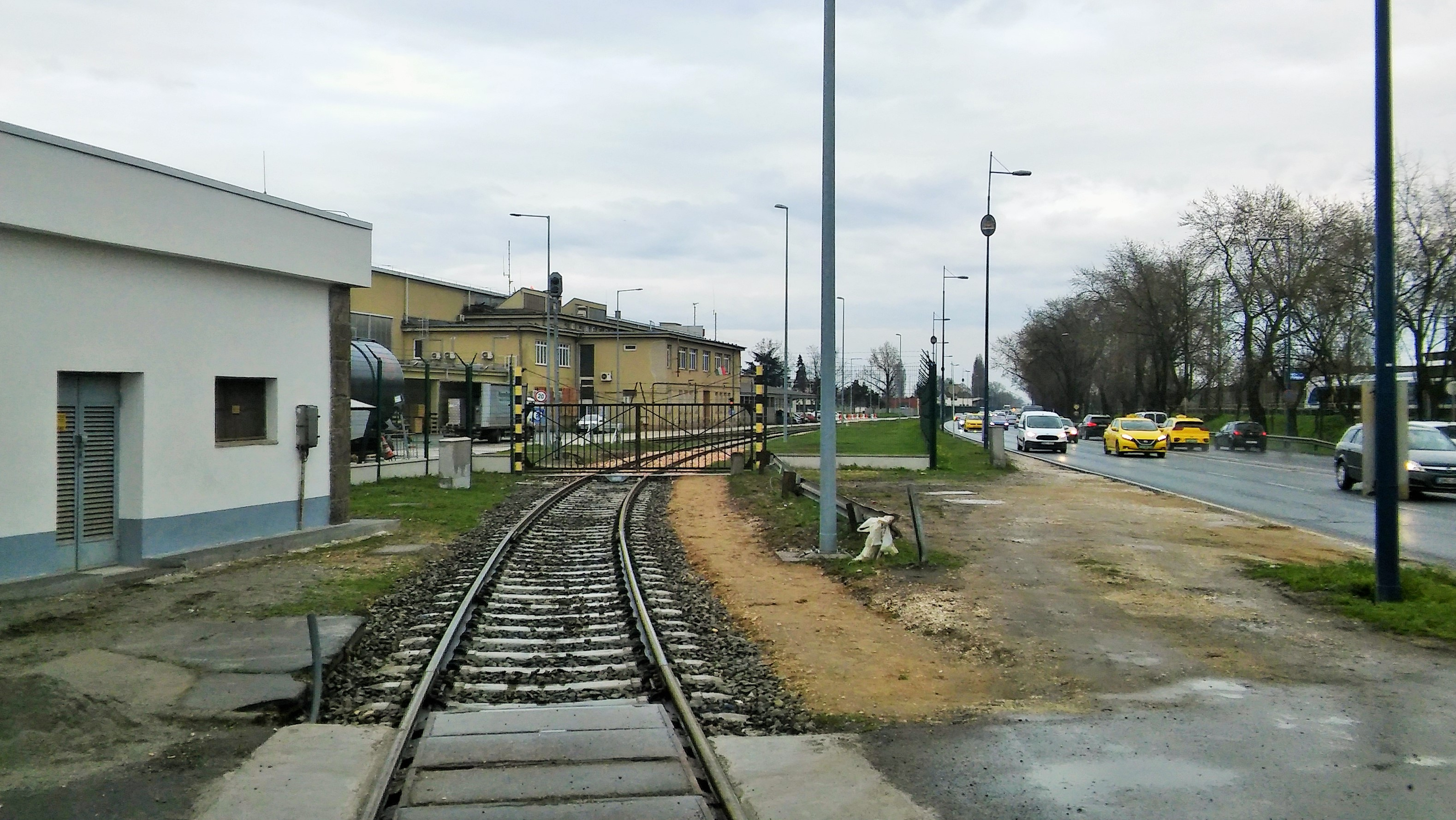
A vontatóvágány bejárata a repülőtér területére

A Ferihegyi gyorsvasút kérdése rendszeresen érinti a már meglévő repülőtéri vontatóvágányt is, ezért a szócikk ismerteti annak múltját, jelenét.
A repülőtér 1977 óta rendelkezik egy kizárólag teherszállításra használt vontatóvágány kapcsolattal a Budapest–Záhony-vasútvonal felé. A vontatóvágány Pestszentlőrinc vasútállomás 3. számú kitérőjével, Szemeretelep megállóhelyet követően ágazik ki a fővonalból, keresztezi a Ferihegyi repülőtérre vezető utat, behalad a repülőtér területére, és a Ferihegyi repülőtérre vezető úttal párhuzamosan vezet kilómétereken át. Van egy északi vágánykiágazása a Hajnalcsillag utca magasságában, egy többvágányú része a Hertz utcánál. Végül több vágányra ágazik, és a repülőtér felé fordul, nagyjából ott, ahol a Ferihegyi repülőtérre vezető út elkanyarodik a vasúttól.
A vontatóvágány azért épült ki, hogy a repülőtér akkori fűtését és melegvíz-ellátását biztosító központi kazánházat tüzelőanyaggal lássa el. Az 1990-es években 3 telep volt a vontatóvágány területén: MALÉV-részleg (Ferihegy 1.-nél), LRI-telep, és a Nemzeti Betonútépítő telepe.
A vágány az 1980-as évektől használaton kívül volt. Ugyan a repülőtérre idővel csővezeték is épült üzemanyag szállítása, ennek ellenére – egy, a csővezetéket érintő jogvita után – 2013-ban mégis a vontatóvágány felújítása mellett döntöttek. Az intézkedés célja a repülőtér üzemanyag-ellátásbiztonságának növelése volt a csővezeték meghibásodása esetére. A munkálatok – melyeknek során új, üzemanyag lefejtő telep (a régi betonüzem területén) és egy szintén új, négyvágányos konténerátrakó is épült – 2017-ben fejeződtek meg. A kivitelezést a Vamag Elit Kft. látta el. A vasúti használat (kerozinszállítás) a vágányon már 2014 májusában megindult. A fejlesztés 600 ezer euróba került.
A vontatóvágány jelenleg 1 vágányú vonalat jelent.